# Port Fouad
Port Fouad (arabiska: بور فؤاد, Būr Fu’ād) är ett område i den östra delen av staden Port Said i Egypten och är belägen vid Suezkanalens mynning till Medelhavet. Den utgör den yttersta nordvästra delen av Sinaihalvön vilket gör att den är geografiskt belägen på den asiatiska kontinenten. Den grundades 1927, främst för att förhindra centrala Port Said från att bli överbefolkad, och uppkallades efter Fuad I, den första kungen av Egypten i modern tid. Port Fouad är indelad i två distrikt, vilka tillsammans har cirka 90 000 invånare.
Port Fouad ligger på en triangelformad ö som avgränsas av Medelhavet i norr, Suezkanalen i väster och den relativt nya korsningen mellan Suezkanalen och Medelhavet i öster. Myndigheten Suez Canal Authority utgör den huvudsakliga sysselsättningen i staden och deras anställda omfattar större delen av befolkningen. Stadsdelen har ett allmänt sjukhus.